# Co tam?
Co tam? – drugi singel grupy Hey z albumu Do rycerzy, do szlachty, doo mieszczan. Został wydany w 2013 roku po singlu Do rycerzy, do szlachty, do mieszczan. Piosenka została utrzymana w klimatach rockowych. Zaczyna się tak samo, jak następny singel (Podobno) – najpierw wchodzi gitara basowa, a później pozostałe instrumenty.